# Péter Besenyei

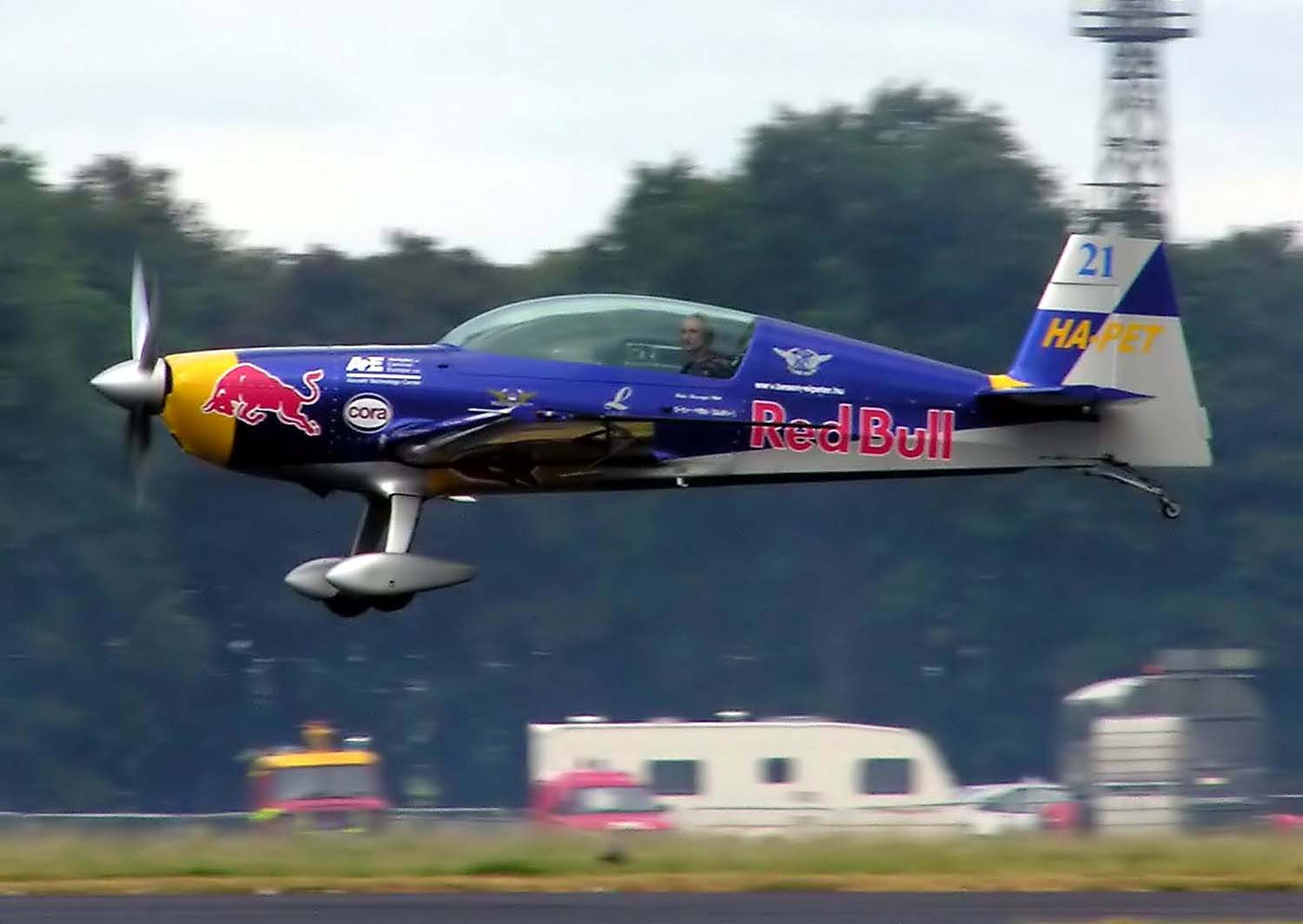
Péter Besenyei pilotando um Extra 300.

Péter Besenyei (1956) é um renomado piloto de acrobacias húngaro e campeão mundial.
Ele nasceu em 8 de junho de 1956 em Körmend, Hungria. Ele viveu perto do aeroporto de Budapeste e desde pequeno se interessou em voar. Em 1962 ele foi assistir o Campeonato Mundial de Acrobacias e decidiu que seria piloto. Aos 15 anos ele voou em um planador pela 1ª vez. Em 1976 Péter se inscreveu em uma competição de vôo. Terminou em 2º lugar, mostrando seu talento.
Péter Besenyei é um piloto de acrobacias e já venceu muitos campeonatos nacionais e internacionais. Ele ganhou sua primeira medalha de ouro em 1982, no Campeonato Nacional Austríaco. Ele é especialista nas acrobacias de estilo-livre. Inventou um número de rolos de pressão original e, em 1984, o "knife-edge spin". Em 1995 Péter Besenyei ganhou 2 medalhas de ouro e 2 de prata. Foi nomeado o melhor piloto acrobático da sua era. Em 2001 voou embaixo da Széchenyi Chain Bridge, uma ponte sobre o rio Danúbio, em Budapeste. Isso hoje é uma manobra de corridas aéreas.
Ele foi convidado, em 2001 pela empresa austríaca de bebidas energéticas Red Bull para ajudar a desenvolver uma competição de corrida aérea. Com entusiasmo, ajudou a criar as regras e regulamento, além de selecionar os melhores pilotos, com habilidade e coragem , capazes de superar o esforço físico e mental que ocorrem na corrida aérea. A primeira corrida ocorreu em 2003, em Zeltweg, Áustria. Após dois anos a competição se tornou uma grande corrida aérea, a Red Bull Air Race World Series.
É atualmente piloto de testes para o serviço húngaro da aviação e instrutor de voo para pilotos acrobáticos na aeronave Zivko Edge 540. Gosta de automobilismo, esquiar, acrobacia aérea e fotografia. Péter Besenyei é casado com Tünde e tem dois filhos: Dóra e Nikolett.

## Feitos
1982
- Campeão Nacional Austríaco – vencedor total

1990
- Campeonato Mundial de Acrobacias – 2º

1993
- Breitling Aerobatics World Cup - 3º

1994
- Campeão Mundial do Programa Obrigatório

1995
- Campeão Europeu estilo-livre
- Campeão Europeu do Programa Obrigatório

1998
- FAI World Grand Prix Series - 1º

2000
- Campeão Mundial estilo-livre

2001
- FAI World Grand Prix Series - 1º

2003
- Tóquio, Japão - 1º

2005
- FAI World Series Grand Prix, Lausanne, Suíça - 1º

## Honras
- 1996 - "Medalha de Ouro do Presidente da República da Hungria" pelo presidente Árpád Göncz

## Ligações Externas
- Peter Benseyei
- Facebook Fan Page